# Эти муки любви
«Эти муки любви» (англ. Those Love Pangs, альтернативные названия — Busted Hearts / Oh, You Girls / The Rival Mashers) — короткометражный немой фильм Чарльза Чаплина. Премьера состоялась 10 октября 1914 года.

## Сюжет
Чарли пытается приударить за девушками (сначала — хозяйкой дома, а потом в парке), однако каждый раз ему мешают его конкуренты. В конце концов, ему удается обмануть соперников и увести девушек в кинотеатр, однако месть настигает его. Дело заканчивается всеобщей потасовкой.

## В ролях
- Чарли Чаплин — повеса
- Честер Конклин — его соперник
- Сесиль Арнольд — блондинка
- Вивиан Эдвардс — брюнетка
- Фред Хиббард — её парень
- Хелен Карратерс — хозяйка дома
- Гарри Маккой — полицейский
- Слим Саммервилл — зритель в кинотеатре (в титрах не указан)